# Carex microglochin
Espèce
Classification phylogénétique
Statut de conservation UICN

 LC  : Préoccupation mineure
Carex microglochin est une espèce des plantes du genre Carex et de la famille des Cyperaceae.